# Ottavia Piccolo
Ottavia Piccolo (ur. 9 października 1949 w Bolzano) – włoska aktorka filmowa, teatralna i telewizyjna. Od kinowego debiutu w Lamparcie (1963) Luchina Viscontiego wystąpiła w ponad 60 filmach i serialach telewizyjnych. Za rolę w filmie Metello (1970) Maura Bologniniego otrzymała nagrodę dla najlepszej aktorki na 23. MFF w Cannes.